# Baron Kilmarnock

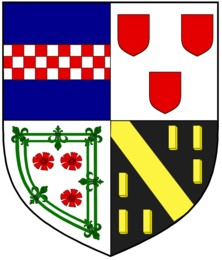
Wappen des Barons Kilmarnock

Baron Kilmarnock, of Kilmarnock in the County of Ayr, ist ein erblicher britischer Adelstitel in der Peerage of the United Kingdom.
Der jeweilige Baron ist der erbliche Chief des Clan Boyd.

## Verleihung
Der Titel wurde im Jahre 1831 für William George Hay, 18. Earl of Erroll, geschaffen. Dessen Titel gehörten allesamt zur Peerage of Scotland und waren daher nicht mit einem automatischen Sitz im House of Lords verbunden. Hay hatte verschiedene Ämter am Königshof inne. Durch die zusätzliche Baronie erhielt er einen Sitz im House of Lords.

## Weitere Titel
Die Baronie blieb bis 1941 ein nachgeordneter Titel des jeweiligen Earl of Erroll. Der 22. Earl hatte keinen Sohn, wohl aber eine Tochter. Da die Earlswürde, wie viele ältere schottische Titel, auch in weiblicher Linie vererbt werden konnte, fiel sie an die Tochter, während die Baronie Kilmarnock auf den jüngeren Bruder Gilbert Hay als 6. Baron überging, der zugleich den Familiennamen Boyd annahm.

## Liste der Barone Kilmarnock (1831)
- William Hay, 18. Earl of Erroll, 1. Baron Kilmarnock (1801–1846)
- William Hay, 19. Earl of Erroll, 2. Baron Kilmarnock (1823–1891)
- Charles Hay, 20. Earl of Erroll, 3. Baron Kilmarnock (1852–1927)
- Victor Hay, 21. Earl of Erroll, 4. Baron Kilmarnock (1876–1928)
- Josslyn Hay, 22. Earl of Erroll, 5. Baron Kilmarnock (1901–1941)
- Gilbert Boyd, 6. Baron Kilmarnock (1903–1975)
- Alastair Boyd, 7. Baron Kilmarnock (1927–2009)
- Robin Boyd, 8. Baron Kilmarnock (* 1941)

Titelerbe (Heir Apparent) ist der Sohn des aktuellen Titelinhabers Hon. Simon John Boyd (* 1978).